# Love Goes
Love Goes – trzeci album studyjny brytyjskiego piosenkarza Sama Smitha. Został wydany 30 października 2020 roku przez wytwórnię płytową Capitol. Album miał nosić pierwotnie tytuł To Die For oraz mieć swoją premierę w czerwcu 2020 roku, ale został opóźniony z powodu pandemii COVID-19. Smith zauważył również, że używanie słowa „umrzeć” jest mało wrażliwe ze względu na to, przez co przechodziło obecnie wielu ludzi.
Pierwszym singlem promującym album został wydany 30 lipca 2020 roku utwór „My Oasis”. Kolejnymi  singlami zostały „Diamonds” oraz „Kids Again”.

## Lista utworów
| Nr  | Tytuł utworu                                        | Autorzy                                                  | Produkcja                | Długość |
| --- | --------------------------------------------------- | -------------------------------------------------------- | ------------------------ | ------- |
| 1.  | „Young”                                             | Sam Smith, Steve Mac                                     | Mac                      | 2:32    |
| 2.  | „Diamonds”                                          | Smith, Oscar Görres, Shellback                           | Görres, Shellback        | 3:32    |
| 3.  | „Another One”                                       | Smith, Noonie Bao, Lotus IV                              | Lotus IV, Guy Lawrence   | 3:07    |
| 4.  | „My Oasis”                                          | Smith, James Napier, Damini Ogulu                        | Napes, Ilya              | 2:59    |
| 5.  | „So Serious”                                        | Smith, Bao, Wiklund                                      | Lotus IV                 | 2:51    |
| 6.  | „Dance ('Til You Love Someone Else)”                | Smith, Amy Allen ,Ben Ash                                | Two Inch Punch, Lawrence | 3:43    |
| 7.  | „For the Lover That I Lost”                         | Smith, Napier, Mikkel S. Eriksen, Tor Hermansen          | Napes, StarGate          | 2:56    |
| 8.  | „Breaking Hearts”                                   | Smith, Napier                                            | Napes                    | 2:42    |
| 9.  | „Forgive Myself”                                    | Smith, Napier, Eriksen, Hermansen                        | Napes, StarGate          | 3:39    |
| 10. | „Love Goes” (featuring Labrinth)                    | Smith, Timothy McKenzie                                  | Labrinth                 | 4:44    |
| 11. | „Kids Again”                                        | Smith, Ryan Tedder, Ali Tamposi, Andrew Watt, Louis Bell | Watt, Bell               | 3:27    |
| 12. | „Dancing with a Stranger (z Normani)” (bonus track) | Smith, Napier, Eriksen, Hermansen, Normani Hamilton      | Napes, StarGate          | 2:51    |
| 13. | „How Do You Sleep?” (bonus track)                   | Smith, Savan Kotecha, Max Martin, Ilya Salmanzadeh       | Ilya                     | 3:22    |
| 14. | „To Die For” (bonus track)                          | Smith, Napier, Hermansen, Eriksen                        | Napes, StarGate          | 3:13    |
| 15. | „I'm Ready (z Demi Lovato)” (bonus track)           | Smith, Lovato, Kotecha, Salmanzadeh, Peter Svensson      | Ilya                     | 3:20    |
| 16. | „Fire on Fire” (bonus track)                        | Smith                                                    | Mac                      | 4:06    |
| 17. | „Promises” (bonus track)                            | Smith, Jessie Reyez, Adam Wiles                          | Calvin Harris            | 3:35    |
|     |                                                     |                                                          |                          | 56:39   |

## Notowania i certyfikaty
| Lista przebojów (2020)              | Najwyższa pozycja |
| ----------------------------------- | ----------------- |
| Australia (ARIA Charts)             | 3                 |
| Austria (Ö3 Austria Top 40)         | 16                |
| Belgia (Ultratop Flandria)          | 5                 |
| Belgia (Ultratop Walonia)           | 18                |
| Czechy (ČNS IFPI)                   | 59                |
| Dania (Album Top-40)                | 12                |
| Finlandia (Suomen virallinen lista) | 14                |
| Francja (SNEP)                      | 29                |
| Hiszpania (PROMUSICAE)              | 13                |
| Holandia (MegaCharts)               | 6                 |
| Irlandia (IRMA)                     | 3                 |
| Japonia (Oricon)                    | 50                |
| Kanada (Billboard Canadian Albums)  | 3                 |
| Korea Południowa (Gaon)             | 85                |
| Niemcy (Media Control Charts)       | 11                |
| Nowa Zelandia (Recorded Music NZ)   | 4                 |
| Polska (OLiS)                       | 14                |
| Portugalia (AFP)                    | 14                |
| Słowacja (ČNS IFPI)                 | 41                |
| Stany Zjednoczone (Billboard 200)   | 5                 |
| Szwajcaria (Alben Top 100)          | 6                 |
| Szwecja (Sverigetopplistan)         | 12                |
| Wielka Brytania (OCC)               | 2                 |
| Włochy (FIMI)                       | 20                |

| Kraj              | Certyfikat         | Sprzedaż |
| ----------------- | ------------------ | -------- |
| Meksyk (AMPROFON) | srebrna płyta      | 90 000+  |
| Polska (ZPAV)     | 2x platynowa płyta | 40 000+  |